# Jazyková škola s právem státní jazykové zkoušky hlavního města Prahy
Státní jazyková škola v Praze, nyní Jazyková škola s právem státní jazykové zkoušky hlavního města Prahy  byla založena v roce 1920.

## Založení školy
Od svého založení v letech 1920–1921 měnila původní soukromá škola jména: Anglická universitní kolej (do roku 1925), Anglická kolej (do roku 1929), Anglický ústav (do roku 1940), Ústav moderních řečí (do roku 1944). V této škole se až do roku 1940 vyučovalo pouze angličtině. Škola tehdy procházela velmi složitým a těžkým vývojem, neboť zahraničně politická orientace první republiky byla zaměřena na přátelství s Francií, a pokud se lidé učili cizím jazykům, převládal zájem o francouzštinu a němčinu. Angličtinu jako cizí jazyk studovali od poloviny dvacátých let minulého století především pracovníci z obchodu a průmyslu, široká veřejnost považovala angličtinu za určitou módní záležitost a nepřikládala jí příliš velký praktický význam. Měnila se i místa působení, nejznámějším místem je budova na Národní třídě 20 a 22 – dnešní kavárna Café Louvre – od roku 1927 až do roku 1997.

## Nadšení v poválečném období
V období po druhé světové válce byl o studium cizích jazyků obrovský zájem. Podle zachovaných dokladů se v září 1945 hlásilo z celkového počtu 5 tisíc posluchačů více než polovina na ruštinu. Na anglickém oddělení působilo vedle českých učitelů i několik zahraničních vojáků a jejich manželky. Hned po válce byly obnoveny pobočky Ústavu v Brně, Plzni a Ostravě a rychle přibývaly pobočky nové. V roce 1950 byl Ústav moderních řečí změněn na Státní ústav moderních řečí. V prvních letech byla součástí tohoto ústavu i oddělení zajišťující rozsáhlou ediční a tlumočnicko-překladatelskou činnost. Vedení ústavu postupně tyto části vyčlenilo ze své činnosti a v roce 1955 se zde, již pod hlavičkou Jazykové školy (později Státní jazykové školy), pořádaly jazykové kurzy všech úrovní pokročilosti. V následujícím období stoupal počet posluchačů a postupně se ustálil na průměrných 18 tisíc, a to až do osmdesátých let. Část výuky se realizovala přímo v podnicích a institucích hlavního města Prahy, vyučovalo se nejen v učebnách na Národní třídě, ale i v prostorách dalších 21 pražských škol.

## 60. léta a didaktická technika
V 60. letech byly na škole ustaveny autorské kolektivy pro tvorbu učebnic hlavních světových jazyků, které postupně vydávalo Státní pedagogické nakladatelství (SPN), byla zahájena výroba sérií didaktických pomůcek a prvních nahrávek k učebnicím. V šedesátých letech didaktická technika doslova vpadla do škol, celé toto období se vyznačovalo nadšením i pochybami, do jaké míry má či může didaktická technika nahradit práci učitele. V roce 1956 měli učitelé Jazykové školy k dispozici jediný magnetofon, magnetofon v každé třídě se stal samozřejmostí až o desítky let později, kdy metodické oddělení školy tvořilo soubory audioorálních cvičení k většině jazykových učebnic SPN.

## Jazykovka na Národní
Uznávanou vážnost a autoritu zajistili „Jazykovce na Národní“ i v následujícím období především výborní a zkušení učitelé, mnozí byli vynikajícími odborníky ve svém oboru, kteří spolupracovali s dalšími kulturními a vzdělávacími institucemi a své znalosti si doplňovali i stážemi na evropských univerzitách. Na základě kulturních dohod působili na škole i zahraniční lektoři.

## Léta devadesátá a současnost

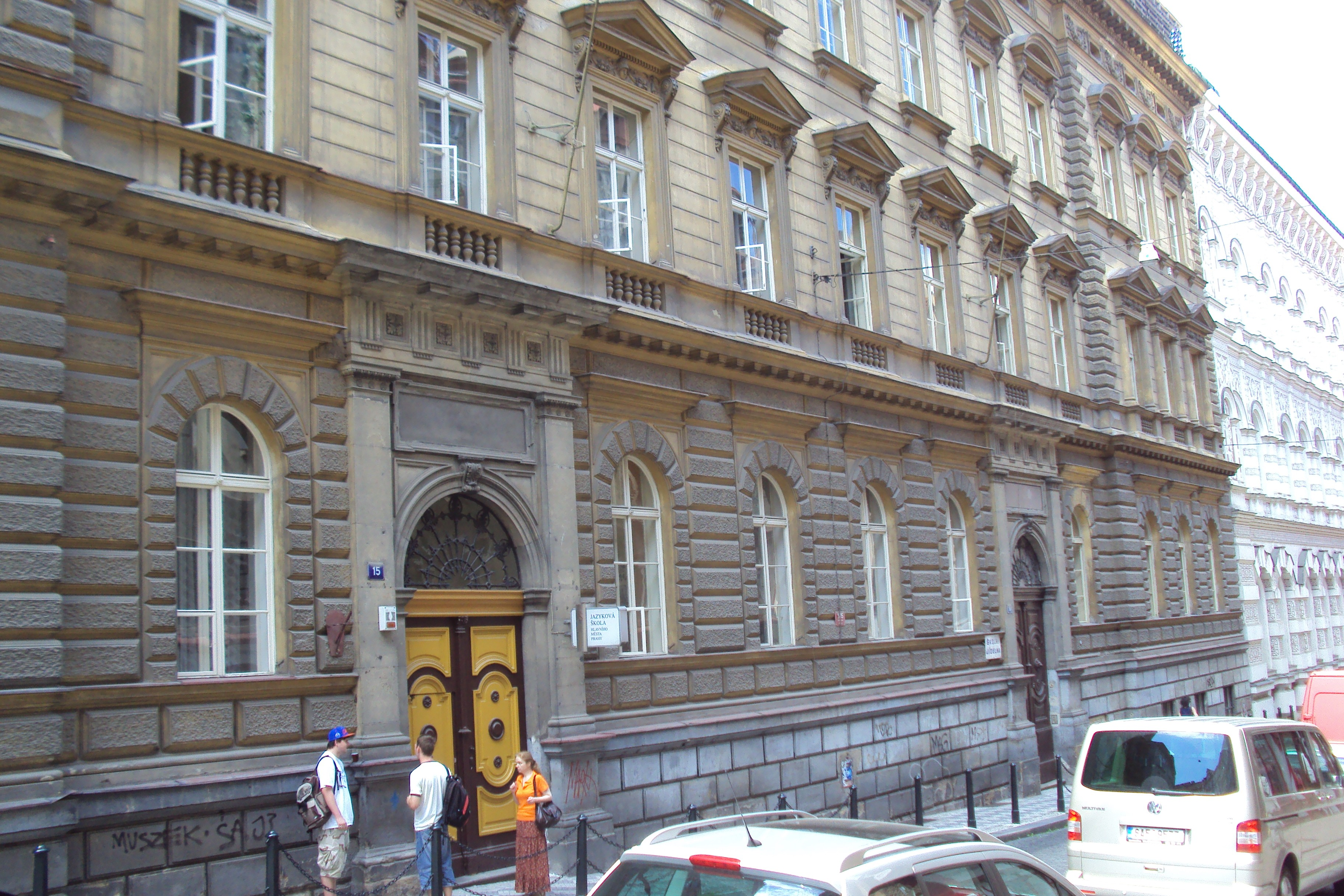
Jazyková škola v Školské ulici

V roce 1988 bylo rozhodnuto, že je nutno školu rozdělit a přesídlit do jednotlivých částí Prahy. Uskutečněna byla jen první část plánu – vznikly Státní jazyková škola v Praze 1, 4 a 8. Z části Státní jazykové školy v Praze 4 vznikla po roce 1989 soukromá škola, Státní jazyková škola v Praze 8 byla v roce 2003 připojena zpět ke Státní jazykové škole v Praze 1. V roce 2001 byla škola přejmenována na Jazykovou školu hlavního města Prahy. Důvodem přejmenování byl fakt, že se zřizovatelem školy stalo Hlavní město Praha. Od října 2006 nese škola jméno Jazyková škola s právem státní jazykové zkoušky hlavního města Prahy. Z Národní třídy se v roce 1997 škola přestěhovala do budovy ve Školské ulici 15 v Praze 1.

## Vyučované jazyky
Na škole se v celé její historii konaly kurzy desítek jazyků, jejich skladba se měnila podle zájmu veřejnosti. V osmdesátých letech se počet vyučovaných jazyků pohyboval mezi 30–35 jazyky, nejvíce posluchačů bylo pravidelně v kurzech němčiny. V kurzech anglického, románského, germánského a slovanského oddělení se vyučovala angličtina, němčina, ruština, francouzština, španělština, italština, latina, maďarština, portugalština, řečtina, dánština, švédština, norština, finština, nizozemština, srbochorvatština, čeština pro cizince, portugalština a další jazyky, z nichž se většina na Jazykové škole vyučuje dosud. Počátek výuky orientálních jazyků na Státní jazykové škole spadá do období 1942–1943 na půdě Orientálního ústavu, kde se konaly kurzy orientálních jazyků náhradou za studium těchto oborů na Karlově univerzitě, v té době nacisty uzavřené. Po osvobození došlo k vlně nadšení pro studium jazyků zemí Orientu a jejich kultur, a tehdy vznikla Škola orientálních jazyků, která se v roce 1952 stala součástí Jazykové školy. Vyučovala se většina orientálních jazyků, např. arabština, sanskrt, bengálština, čínština, amharština, hindština, hebrejština, indonéština, japonština, javánština, malajština, perština, romština, svahilština, tamilština, tibetština, turečtina nebo vietnamština a navíc i řada neslovanských jazyků národů SSSR – arménština, gruzínština, uzbečtina. Dnes lze na Jazykové škole s právem SJZ hl. města Prahy navštěvovat kurzy mnoha orientálních jazyků i v dálkovém studiu.

## Tradice státních jazykových zkoušek
Vrcholným cílem Anglického ústavu bylo připravovat posluchače k praktické zkoušce univerzitní z anglického jazyka. Zkoušky se konaly většinou v červnu na univerzitách v Praze a v Brně. Univerzitní zkouška opravňovala k vyučování angličtině na soukromých jazykových školách, byla první podmínkou při obsazování tlumočnických míst a těch povolání, kde se předpokládalo užívání angličtiny. Státní jazykové zkoušky se konaly vždy na jaře a na podzim. Podmínky byly přísné, protože kandidáti museli kromě jazykových znalostí a dovedností prokázat i znalost pedagogiky a metodiky jazyka. Tato zkouška navíc opravňovala k vyučování na bývalých měšťanských školách.

## Státní jazykové zkoušky v číslech
Státní jazykové zkoušky u státní zkušební komise při Jazykové škole v Praze se konaly poprvé ve školním roce 1953/1954. Počet úspěšných kandidátů kolísal v následujících letech mezi 100 až 600 kandidáty ročně, rekordní byl v tomto ohledu školní rok 1961/1962, kdy státní jazykové zkoušky úspěšně složilo celkem 967 kandidátů. Zájem o státní jazykové zkoušky přetrvává až do současnosti. Počet kandidátů sice s nástupem mezinárodních zkoušek mírně klesá, ale např. v roce 2004 skládalo v Jazykové škole hl. města Prahy státní jazykové zkoušky z angličtiny 851 kandidátů, z nichž bylo 537 úspěšných. I dnes se státní jazykové zkoušky pořádají v podzimním nebo jarním termínu, u angličtiny většinou v obou termínech. Státní jazykové zkoušky mohou skládat všichni uchazeči, kteří mají znalosti jazyka stanovené Evropským referenčním rámcem pro jazyky. Uchazeč si může pro testování svých znalostí vybrat státní jazykovou zkoušku základní (úroveň B2), státní jazykovou zkoušku všeobecnou (úroveň C1) nebo státní jazykovou zkoušku speciální (úroveň C2) – pro obor překladatelský nebo pro obor tlumočnický. Státní jazykové zkoušky pořádá výhradně Jazyková škola s právem státní jazykové zkoušky hl. města Prahy, mimo Prahu mají právo pořádat státní jazykové zkoušky i další školy s právem státní jazykové zkoušky, které většinou pořádají státní jazykové zkoušky z tzv. hlavních jazyků.